# Tuyết Đình Phúc Dụ
Tuyết Đình Phúc Dụ (zh. 雪庭福裕, ja. Setsutei Fukuyū, 1203-1275) là Thiền sư Trung Quốc đời Nguyên, thuộc Tông Tào Động, là pháp tử của Thiền sư Vạn Tùng Hành Tú. Vì sư từng trụ trì và trùng hưng chùa Thiếu Lâm nên còn được coi là Tổ trung hưng của ngôi chùa này. Đệ tử nối pháp của sư có Thiền sư Linh Ẩn Văn Thái.

## Cơ duyên và hành trạng
Sư họ Trương, tự là Hảo Vấn, quê ở vùng Thái Nguyên, tỉnh Sơn Tây. Lớn lên, sư xuất gia và thọ giới cụ túc với Đại sư Hưu Lâm ở Tiên Nham và làm thị giả tại đây 7 năm.
Sau đó, sư đến tham vấn Thiền sư Vạn Tùng Hành Tú ở Báo Ân tự và được đại ngộ. Sau khi đắc pháp, sư ở lại đây hầu hạ thầy hơn 10 năm. Cơ duyên vấn đáp của sư với hòa thượng Vạn Tùng được ghi lại như sau:
Vạn Tùng hỏi: "Ông là người ở đâu, được gì rồi mà đến đây?"
Sư đáp: "Hoà thượng mắc lỗi với học nhân. Con xin đảnh lễ, tạm thời che giấu cho hoà thượng."
Vạn Tùng nghe được vô cùng hoan hỉ.

## Hoằng pháp
Trên bước đường hoằng pháp, đầu tiên sư đến trụ trì tại chùa Thiếu Lâm ở Tung Sơn, tu sửa lại những điện, đài bị hoang phế nơi đây và sau trở thành một ngôi Thiền tự khang trang, đẹp đẽ. Người đời sau tôn xưng sư là tổ trung hưng của chùa Thiếu Lâm. Kể từ đó cho đến nay, chùa Thiếu Lâm là một trong các tổ đình của tông Tào Động và các đời trụ trì đều thuộc pháp hệ tông Tào Động, họ thường lấy hiệu là “Truyền nhân thứ... của Thiền sư Tuyết Đình”.
Vào năm thứ 8 (1248), sư nhận chiếu chỉ của vua và đến trú trì Hòa Lâm Hưng Quốc tự. Vua Hiển Tông từng mời sư vào trong cung để đàm đạo về Phật pháp, vua rất kính nể và thán phục trí tuệ của sư. Sau đó, vua ban chức “Tổng lĩnh thích giáo “ (zh. 总领释教), cho phép sư lãnh đạo toàn bộ Phật giáo đương thời và giao cho sư trách nhiệm khôi phục các tự viện đã bị hư sụp ở các nơi.
Đến năm đầu (1260) niên hiệu Trung Thống, sư vâng mệnh vua Thế Tổ nhà Nguyên thiêu hủy các sách vở ngụy tạo của Đạo Giáo, cải tà quy chính cho các đạo sĩ và được ban hiệu là Quang Tông Chính Pháp Thiền sư. Ngoài ra, sư còn xây dựng Báo Ân tịnh xá ở cố hương mình và thường sống ở Vạn Thọ tự.
Một hôm, sư thăng tòa dạy chúng: 
"Suốt 12 thời (24 giờ) tẩy sạch mọi việc, chỉ khán câu trước khi cha mẹ chưa sanh, cái gì là mặt thật xưa nay của ta?. Không kể đắc lực hay không đắc lực, hôn trầm tán loạn hay không hôn trầm tán loạn, chỉ chuyên đề khởi thoại đầu".
Để truyền thừa tông phong một cách quy củ, sư có làm bài kệ pháp phái gồm 70 chữ truyền lại cho đệ tử như sau:
Phúc Tuệ Trí Tử Giác
Liễu Bản Viên Khả Ngộ
Châu Hồng Tấn Quảng Tông
Đạo Khánh Đồng Huyền Tổ
Thanh Tịnh Chân Như Hải
Trạm Tịch Thuần Trinh Tố
Đức Hạnh Vĩnh Diên Hằng
Diệu Bản Thường Kiên Cố
Tâm Lãng Chiếu U Thâm
Tính Minh Giám Sùng Tộ
Ai Chính Thiện Hy Thiền
Cẩn Xác Nguyên Tế Độ
Tuyết Đình Vi Đạo Sư
Dẫn Nhữ Quy Huyền Lộ.
Vào ngày 20 tháng 7 năm thứ 12 (1275) niên hiệu Chí Nguyên, sư an nhiên tọa Thiền thị tịch, hưởng thọ 73 tuổi. Môn đệ trà tỳ và xây tháp thờ xá lợi tại khuôn viên Chùa Thiếu Lâm. Đến năm đầu (1312) niên hiệu Hoàng Khánh, sư được ban hiệu là Đại Tư Không Khai Phủ Nghi Đồng Tam Tư Truy Phong Tấn Quốc Công. Vị quan là Trình Cự Phu soạn văn Đại Nguyên Tặng Đại Tư Không Phủ Nghi Đồng Tam Tư Truy Phong Tấn Quốc Công Thiếu Lâm Khai Sơn Quang Tông Chánh Pháp Đại Thiền Sư Dụ Chi Bi.
Lời dạy và sáng tác của sư được lưu lại trong Ngữ lục và Thi tập.